# Aes sidhe
Pour les articles homonymes, voir Sidhe (homonymie) et Sidh.
Le aos sí ou aes sídhe (irlandais : « habitant du sidh ») est un peuple ou un être surnaturel lié à la mythologie celtique des Gaëls, plus ou moins confondu avec les divinités Tuatha Dé Danann dans la littérature gaélique médiévale.
Dès le Moyen Âge, les légendes et croyances envers ces êtres sont très importantes dans les régions gaéliques (île d'Irlande, île de Man, Écosse). Les aes sídhe sont ultérieurement désignés simplement par sidhes, le peuple surnaturel habitant les collines et anciens tumulus. 
La croyance et la mémoire des aes sídhe disparaissent entre le XVIIe et le XIXe siècle, en les confondant progressivement avec les créatures légendaires du folklore anglo-saxon, notamment les fées (fairies) et les elfes.

## Étymologie et sens

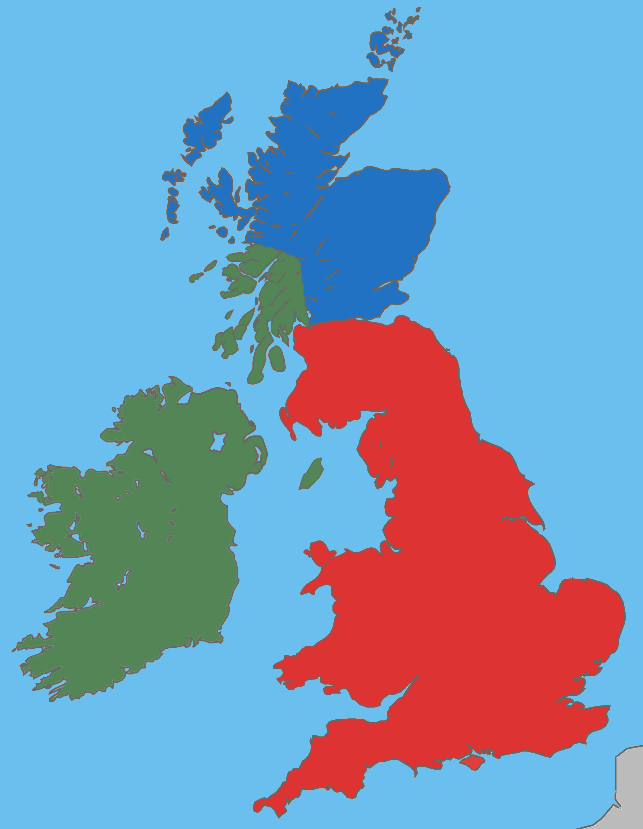
En vert, les régions de langues gaéliques vers le Ve siècle.

Le peuple mythologique était désigné dans les sources anciennes en gaélique d'Irlande par aes sídhe (prononcé [eːs ˈʃiːə] soit approximativement en français « ééés chiiieu » ). Le terme a dérivé ultérieurement en aes sí. Dans la littérature, le peuple des collines est aussi désigné en Irlande par daoine sídhe, et dans les textes écossais par daoine sìth.
Le terme d'irlandais moderne sí (écossais gaélique sìth) a le sens de « monticule, colline ». Il dérive de l'ancien gaélique d'Irlande síd (prononcé [ʃiːð] soit « chiii »), au pluriel síde. Cet ancien terme gaélique dériverait de la racine d'indo-européen *sēd-.

## Mythologie celtique des Gaëls
Les Tuatha Dé Danann, parfois traduit par « peuple de la déesse Danu » est un peuple ou une race surnaturelle de la mythologie celtique irlandaise (Gaëls). D'après la Tradition des Invasions, mentionnée dans le manuscrit Lebor Gabála Érenn, ils feraient partie des groupes ayant fait la conquête de l'Irlande. Le mythe des Tuatha Dé Danann est supposé dériver des divinités paganistes des Gaëls. Les écrits à propos des Tuatha sont postérieurs à la christianisation de l'Irlande (Ve siècle), et les Tuatha y sont généralement décrits comme des rois, reines, et héros mortels des temps anciens ; néanmoins il demeure dans les textes de nombreux indices de leur ancien statut divin.
Dans les textes médiévaux les plus anciens et leurs différentes versions postérieures, il existe souvent des confusions entre les Tuatha Dé Danann et les Aos Sidh (Aos Sí). Certaines sources anciennes utilisent simplement le terme Aos Sí (à la place de Tuatha Dé Danann) pour faire le récit des mêmes légendes. Selon d'autres sources, les Aos Si serait le nom donné aux survivants des Tuatha Dé Danann qui se sont réfugiés dans l'Autre Monde (sidh), après avoir été vaincus par le peuple humain des Milesiens.

### Caractéristiques
Les Aos Sidh sont des êtres surnaturels qui représentent les anciens dieux de la mythologie celtique. Ils sont décrits dans la littérature épique médiévale comme des créatures ayant un rôle toujours néfaste et maléfique. D'après les textes, certains druides seraient issus des sidhes. Les sidhes sont décrits dans la Forbuis Droma Damhaghaire (mentionné dès le XIIe siècle) conservée dans le Livre de Lismore (en) (XVe siècle).

## Folklore irlandais et écossais
Le aos sidh du folklore concerne toutes les légendes et croyances populaires en Irlande et Grande-Bretagne. Ces légendes étaient transmises de génération en génération, principalement par voie orale (contes, récits, chants, rites). Ces légendes et croyances sont délimitées par la culture gaélique, et plus précisément par les régions de langues gaéliques, notamment l'Ouest de l'Irlande et une partie de l'Écosse. Les aos sidh (ou simplement les sidhes) sont restés un objet de croyance depuis le Moyen Âge et la christianisation, jusqu'à l'époque moderne où les légendes et contes populaires ont été collectés par des chercheurs. 
Selon Walter Evans-Wentz, parmi toutes les créatures surnaturelles du folklore irlandais, les créatures du Sidh étaient probablement les plus anciennes et les plus distinctes. Les références écrites anciennes et la notoriété générale des créatures du Sidh étaient les plus importantes, jusqu'à la fin du XIXe siècle. Selon Evans-Wentz, la croyance envers les créatures du sidhes dominait autrefois l'ensemble de la vie des Irlandais.

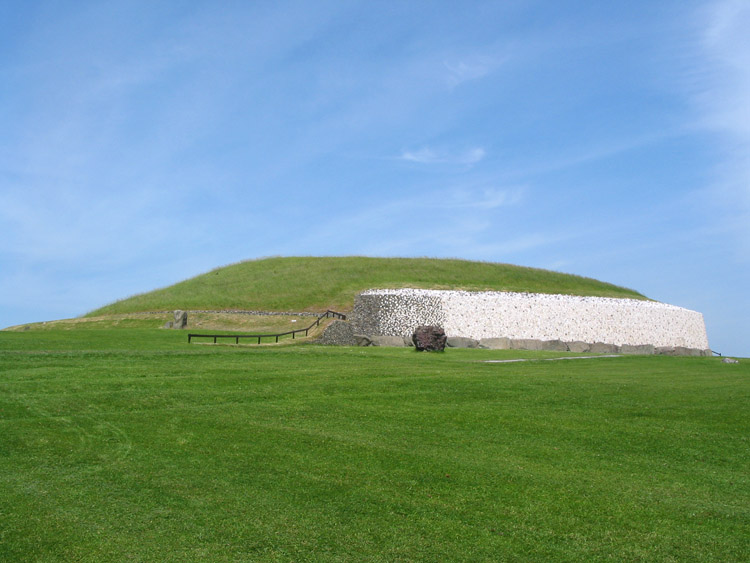
Tumulus de Newgrange en Irlande.

### Lesidhcomme monticule
Une confusion apparaît dans le folklore et les langues, sur le sens du « sidh ». Le sidh désignait originellement l'Autre Monde de la mythologie celtique. Dans les textes anciens, le sidh désignait aussi « les palais, cours, halls et résidences » habitées par les êtres fantomatiques (Aos Sidh) de la mythologie. 
Le Sidh prend ultérieurement le sens de « monticule », « tertre » ou bien d'un « tumulus » (lieu de sépulture), en référence aux nombreuses buttes de terre ou petites collines du paysage irlandais et écossais, où sont censés habiter les Aos Sidh. Ceux-ci deviennent ainsi, dans la langue moderne, les « habitants des monticules »,, avec un fort lien (ou une symbolique) pour l'Autre Monde ou le royaume des morts.

### Lesidhecomme créature légendaire
Une confusion ultérieure est le glissement de sens (métonymie) entre « Aos Sidhe » et « Sidhe ». Les créatures surnaturelles sont souvent désignées dans la tradition moderne irlandaise simplement par Sidhes.

### XVIIesiècle
Le folklore et les croyances du XVIIe siècle autour des créatures et des tumulus sont notamment décrits par l'érudit écossais Robert Kirk, dans son ouvrage La République mystérieuse : Des elfes, faunes, fées et autres semblables, publié vers 1692. Dans cet ouvrage, Kirk décrit principalement les siths ainsi que les coutumes, témoignages et croyances de la population à leur égard. Ces êtres féériques sont décrits par Kirk comme relativement néfastes et dangereux. Ceux-ci sont craints par la population locale, qui respecte différents tabous et petits rituels quotidiens afin de se prémunir contre leurs malices. Il décrit aussi les « voyants », des humains capables de percevoir ces êtres invisibles ou des baumes permettant de percevoir le monde invisible.

« Ces Siths ou Faeries, qu'ils appellent Sleagh Maith ou le Bon Peuple, vraisemblablement pour éviter d'attirer leurs attentions néfastes (d'après la coutume des Irlandais de bénir tout ce qu'ils craignent) sont dits d'une nature intermédiaire entre l'homme et les anges, à l'identique des anciennes considérations sur les démons. Ce sont des esprits intelligents, avec des corps lumineux changeants, en quelque sorte de la nature d'un nuage condensé, plutôt visible au crépuscule. »

— Kirk
Kirk, pasteur, explique aussi ces êtres par rapport à la tradition chrétienne, les comparant notamment à des démons ou déchus. D'après Kirk, le peuple sith semble organisé d'une manière comparable à la société humaine, avec des dirigeants et des lois, des tribus, des mariages et enfants, et des décès.

« Ils auraient des dirigeants aristocrates et des lois, mais pas de religion, ni amour ou dévotion discernable envers Dieu, leur créateur béni : ils disparaissent à chaque fois qu'ils entendent son nom invoqué, ou le nom de Jésus […] et ils ne peuvent plus agir avec rudesse après avoir entendu son nom sacré. »

— Kirk

### XIXesiècle

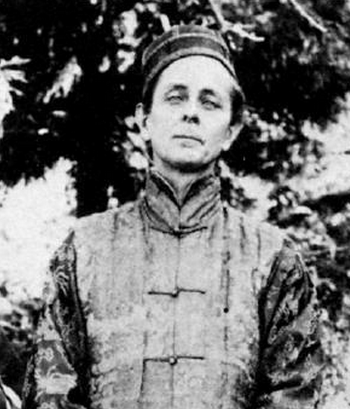
Evans-Wentz vers 1919

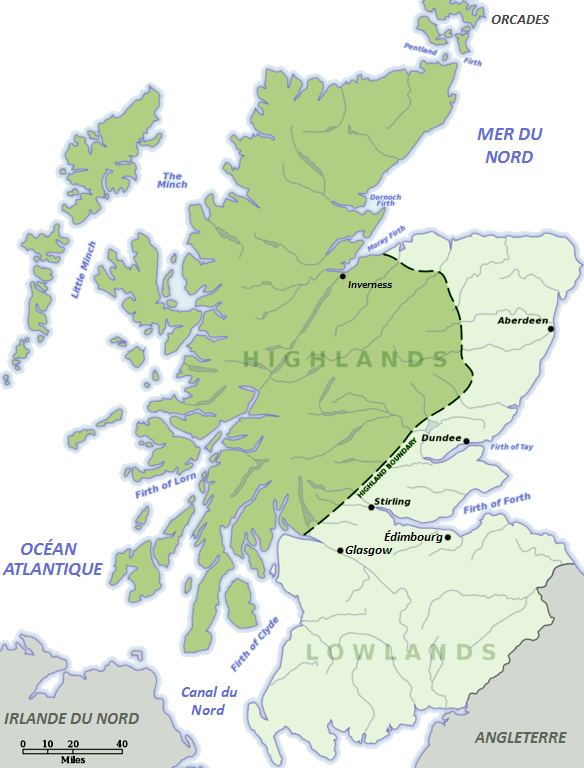
Highlands et Lowlands d'Écosse

Dans les années 1900, l'anthropologue Evans-Wentz récolte de nombreux témoignages sur le folklore ancien d'Irlande et d'Écosse. 
Selon Walter-Wentz, la notoriété des créatures du Sidhes dominait l'ensemble de la vie des Irlandais durant le XIXe siècle et aux époques passées. En Irlande, cette croyance aurait été très importante, comparée aux croyances pour d'autres créatures légendaires.
L'érudit Douglas Hyde observe néanmoins que la croyance et la tradition des sidhes est presque éteinte à la fin du XIXe siècle en Irlande : à l'exemple des collines nommées par les anciens en irlandais Mullach na Sidhe « Mont de Sidhe », nom déjà oublié de la plupart des personnes vers 1900 qui les désignent simplement par l'anglais Fairymounts « collines de fées ».
En Écosse, les dernières croyances subsistent essentiellement dans les Highlands ; les anciennes traditions semblant à Walter-Wentz oubliée dans les Lowlands et les villes. Si les légendes et croyances semblent comparables à celles d'Irlande, le nom de « Sidhe » ou « Aos Sidh » n'est jamais évoqué. Les Écossais parlent plutôt de « faeries » (fées). Les anciennes créatures semblant confondues ou mélangées à d'autres traditions et légendes.

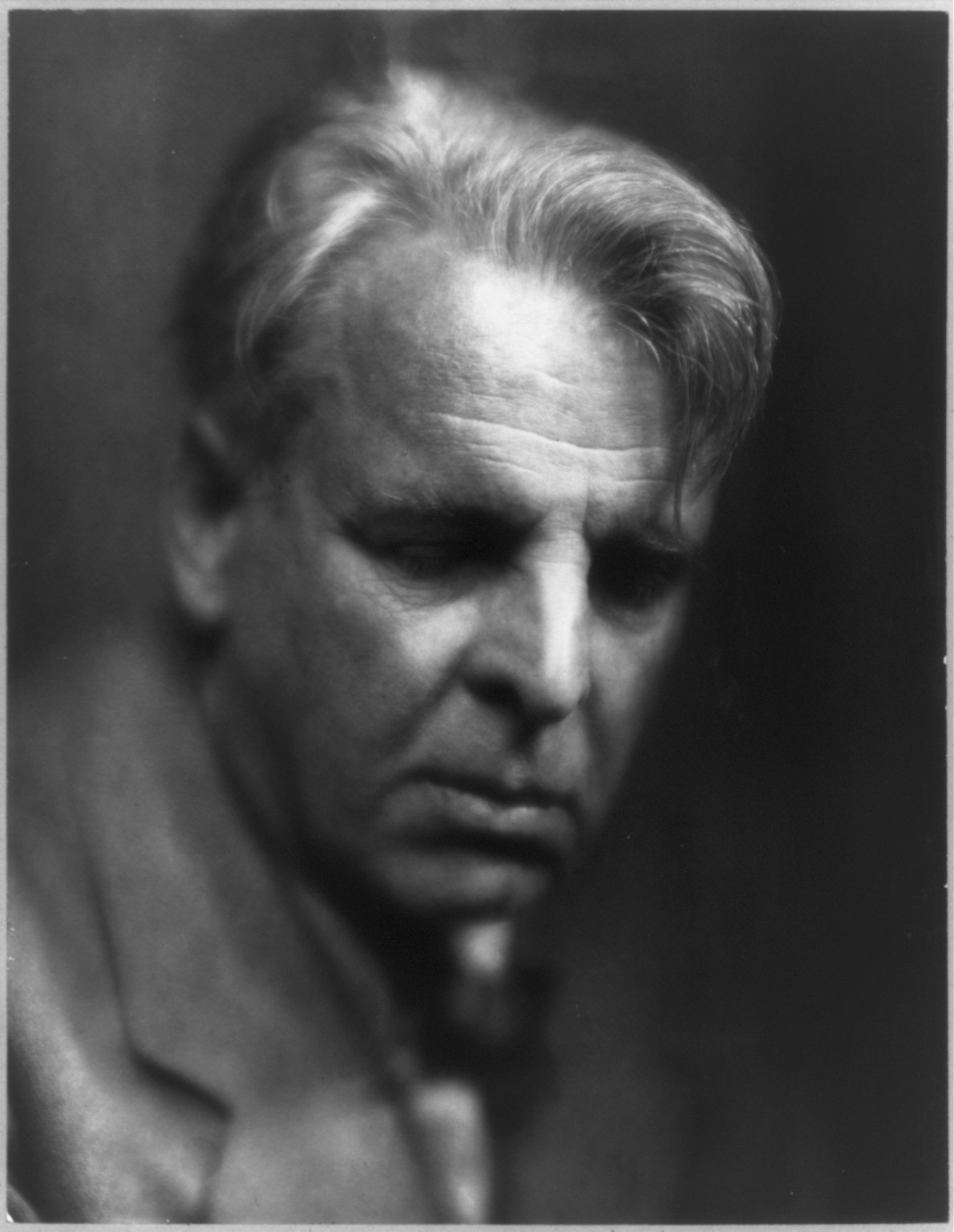
William Butler Yeats en 1933

Chez le poète irlandais William Butler Yeats (1865-1939), les Sidhes sont les habitants fantomatiques de la montagne :
| The Woman of the Sidhe herself, The mountain witch, the unappeasable shadow. She is always flitting upon this mountain-side | La Femme du Sidhe elle-même, La sorcière de la montagne, l'ombre sans repos. Elle est toujours voltigeante sur ce flanc de montagne (traduction libre) |

### Créatures apparentées
Le folklore des Aes Sidhes se sont diversifiés à travers d'autres termes, et des créatures surnaturelles apparentées. Notamment :
- Banshee
- Bean nighe
- Sluagh
- Cat Sidhe

## Représentation dans la culture populaire duXXe–XXIesiècle
Dans quelques œuvres de fiction contemporaines, généralement inspirées par la mythologie celtique ou le folklore irlandais et écossais, le mot sidhe est employé pour désigner un peuple de créatures merveilleuses. Les sidhes sont souvent décrits comme la noblesse des royaumes féeriques ou bien confondus avec des représentations modernes d'elfes (ou haut-elfes), inspirés notamment par l'œuvre de Tolkien.

### Jeux de rôle

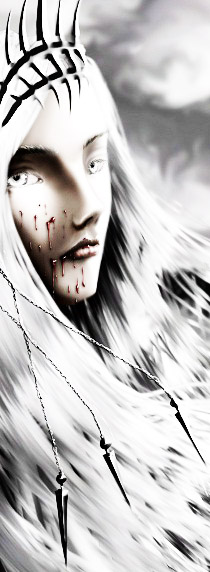
Représentation moderne d'un Sidhe, 2011.

Le jeu de rôle américain Changelin : le Songe publié en 1995 est inspiré par la mythologie et le folklore gaélique. Les sidhes y sont décrits comme des êtres surnaturels formant la noblesse des êtres féériques. La race des Sidhes est également détaillée dans Nobles : the Shining Host (1995) et Noblesse oblige : The Book of Houses (1998), suppléments du jeu.
Les sidhes sont également décrits dans le jeu Man, Myth & Magic (1982), notamment le supplément Kingdom of the Sidhe. Dans Les Secrets de la septième mer, le peuple des Sidhes est détaillé dans le supplément Avalon (2000) décrivant un univers d'inspiration anglo-saxonne. Pour la gamme Swashbuckling Adventures est publié le supplément Sidhe Book of Nightmares (2003) décrivant un peuple sidhe. Pour GURPS, le supplément Celtic Myth (1995) décrit un peuple de Sidhes aux pouvoirs mythologiques et à l'apparence humaine. Dans SenZar (1996), les Sidhes sont un peuple féérique (haut-elfes).

### Littérature fantastique
Dans Meredith Gentry, une série de romans fantastiques écrits par Laurell K. Hamilton, l'espèce de feys (fées) la plus représentée est celle des sidhes. Ceux-ci dirigent également les deux cours féeriques.
Dans le livre L'Épée brisée de Poul Anderson, ces êtres sont au centre de l'épilogue du récit. 
Deux romans du genre fantasy écrits par Aaron Allston, Doc Sidhe (1995) et Sidhe-Devil (2001) narrent les exploits du personnage Doc Sidhe et sa Sidhe Foundation dans un univers parallèle peuplé par des humains, des elfes, des nains et d'autres créatures.
Les ouvrages (et jeux vidéo) de l'univers de The Witcher écrits par Andrzej Sapkowski font énormément référence aux sidhes, qui prennent la forme d'elfes.
Le roman Quand gronde le tonnerre de Mélany Bigot met en scène des aes sidhes qui ressemblent également à des elfes.

### Sources primaires
- Lebor Gabála Érenn
- Annales des quatre maîtres
- Leabhar Bhaile an Mhóta (Book_of_Ballymote (en))
- Lebor na hUidre
- Leabhar Buidhe Leacáin (Yellow Book of Lecan (en))
- Leabhar Mór Leacain (Great Book of Lecan (en))

### Sources secondaires

#### Mythologie celtique

##### Folklore et culture populaire
- Robert Kirk, La République mystérieuse, des elfes, faunes, fées et autres semblables, 1692.
- Walter Evans-Wentz, The fairy-faith in Celtic countries, Londres, New York, H. Frowde, 1911.
- Édouard Brasey, La Grande Bible des fées, 2010  (ISBN 978-2842284114).
- (en) David Mac Ritchie, « Notes on the Word "Sidh" », The Journal of the Royal Society of Antiquaries of Ireland, vol. 3, no 4,‎ décembre 1893, p. 367-379 (lire en ligne).